# Åsa-Nisse i full fart
Åsa-Nisse i full fart är en svensk komedifilm från 1957 i regi av Ragnar Frisk.
Filmen hade premiär 27 september 1957.

## Handling[2]
Åsa-Nisse har uppfunnit en båtmotorförgasare som skall användas av hans vän Bertil vid en tävling, så han ska ha råd med ingenjörsstudier för prispengarna. Skumma typer kopierar Nisses ritningar innan han tagit patent. "Nesse" deltar även, något förvirrad, i TV-programmet 10.000-kronorsfrågan.

## Om filmen
Klipp ur filmen ingår i kavalkadfilmen Dessa fantastiska smålänningar med sina finurliga maskiner från 1966.

## Rollista[4]
- John Elfström - Åsa-Nisse
- Artur Rolén - Klabbarparn
- Helga Brofeldt - Eulalia
- Mona Geijer-Falkner - Kristin
- Gustaf Lövås - Sjökvist
- Wiktor Kulörten Andersson - Knohultarn
- Anita Lindblom - Myran
- Carl-Olof Alm - "Adde"
- Evert Granholm - Petersson, Addes kumpan
- Gösta Prüzelius - landsfiskal Klöverhage
- Carl-Gunnar Wingård - direktör Jönsson
- Christina Lindström - Brita Jönsson
- Sven Holmberg - programledare i TV
- Hans Hansjö - Bertil
- Iso Beité - trollkarl
- Mille Schmidt - domaren i 10 000-kronorsfrågan
- Eric von Gegerfelt - kriminalkommissarie Berggren
- Rune Halvarsson - professor Arkimedes Motorius, motorexpert
- Karl Erik Flens - hotellkassören
- Arne Lindblad - Andersson, hotellportiern
- Gösta Gustafson - skolläraren
- Gösta Jonsson - hovmästaren
- Agda Helin - kvinnan i hotellhissen
- Marianne Ljunggren - hotelluppasserska
- Anne-Marie Machnow - fröken Gloria, TV-värdinnan

## Musik i filmen[5]
- Rhythmic Fanfare, kompositör Wilfred Burns (pseudonym), instrumental
- Late Night Extra, kompositör Ronald Hanmer, instrumental
- Airport Terminal, kompositör Ludo Philipp, instrumental
- Hon växte i torpet i susande skog, sång Helga Brofeldt och Mona Geijer-Falkner
- Meadow Lark, kompositör King Palmer, instrumental
- Table Talk, kompositör Dolf van der Linden (pseudonym), instrumental
- The Fountain, kompositör Eric Siday, instrumental
- Humoresque for Strings, kompositör Dolf van der Linden, instrumental
- Andree, kompositör Wilfred Burns, instrumental
- Flor gitana, kompositör A. Ferraris, instrumental
- Tragic, kompositör Gilbert Vinter, instrumental
- Eerie Night, kompositör Frederick G. Charrosin, instrumental
- Hawaiian Dream, kompositör Den Berry och Bill Mack, instrumental
- Hangover, kompositör Frederick G. Charrosin, instrumental
- Samba Sam, kompositör José Michelo, instrumental
- Skutt i sjutti, kompositör Sven Rüno och Walter Larsson, instrumental, dansare Anita Lindblom och John Elfström
- Now I'm Back Home with You, kompositör Gordon Banner och Frank Barcley, instrumental
- Cha Cha Cha, kompositör och text Walter Larsson, sång Anita Lindblom
- Bees-a'Buzzin, kompositör Ed Siebert, instrumental